# شهرستان رنو (کانزاس)
شهرستان رنو، کانزاس (به انگلیسی: Reno County, Kansas) شهرستانی در ایالات متحده آمریکا است که در کانزاس واقع شده‌است.